# Municipio de Washington (condado de Linn)
El municipio de Washington (en inglés: Washington Township) es un municipio ubicado en el condado de Linn en el estado estadounidense de Iowa. En el año 2010 tenía una población de 3369 habitantes y una densidad poblacional de 42,85 personas por km².

## Geografía
El municipio de Washington se encuentra ubicado en las coordenadas 42°10′25″N 91°46′3″O / 42.17361, -91.76750. Según la Oficina del Censo de los Estados Unidos, el municipio tiene una superficie total de 78.63 km², de la cual 77,57 km² corresponden a tierra firme y (1,35 %) 1,06 km² es agua.

## Demografía
Según el censo de 2010, había 3369 personas residiendo en el municipio de Washington. La densidad de población era de 42,85 hab./km². De los 3369 habitantes, el municipio de Washington estaba compuesto por el 97,36 % blancos, el 0,77 % eran afroamericanos, el 0,3 % eran amerindios, el 0,33 % eran asiáticos, el 0,27 % eran de otras razas y el 0,98 % eran de una mezcla de razas. Del total de la población el 0,45 % eran hispanos o latinos de cualquier raza.